# Afrinat International Airlines
Afrinat International Airlines es una aerolínea con base en Banjul en Gambia y efectúa vuelos regulares a otros países del oeste de África (Ghana, Guinea, Mali, Sierra Leona y Senegal).

## Códigos
- Código IATA: Q9
- Código ICAO: AFU

## Flota
- 1 McDonnell Douglas DC-9-30[1]

## Destinos
En 2004, Afrinat operaba en seis aeropuertos:
- Gambia
  - Banjul (Aeropuerto Internacional de Banjul)
- Ghana
  - Acra (Aeropuerto Internacional Kotoka)
- Guinea
  - Conakri (Aeropuerto Internacional de Conakri)
- Malí
  - Bamako (Aeropuerto Internacional Senou)
- Senegal
  - Dakar (Aeropuerto Internacional de Dakar-Yoff/Léopold Sédar Senghor)
- Sierra Leone
  - Freetown (Aeropuerto Internacional de Lungi)